# Van de Vyvere-Petyt
 (août 2021).
Petyt et Van de Vyvere-Petyt sont deux imprimeurs basés à Bruges, en Belgique. Actifs du milieu du XIXe siècle au début du XXe siècle, spécialisés dans les œuvres religieuses, ils sont internationalement reconnus pour leurs estampes néogothiques polychromes de haute qualité. Bien que les deux entreprises sont considérées comme distinctes, elles sont étroitement liées en raison des liens familiaux de leurs dirigeants. De plus, la deuxième se présente comme la successeur de la première.

## Jacques Petyt
Jacques Petyt (ou Jacobus Petyt, Bruges, 30 août 1822 - 12 décembre 1871) est le fils de Franciscus Petyt et d'Angelica Polfliet. Il commence la lithographie en 1846 et devient également professeur à l'Académie des Beaux-Arts de Bruges (nl). Il se forme auprès du lithographe brugeois Edouard Daveluy et est soutenu par le chanoine Charles Carton dans son travail d'imprimeur d'estampes dévotes.
Il dessine et collabore avec Jean-Baptiste Bethune. Ensemble, ils conçoivent des affiches, des images pieuses de saints, des diplômes, des couvertures de livres et d'autres imprimés. Il travaille, entre autres, pour le compte de la Heilige Beeldekensgilde (Guilde des Images Saintes). Les cartes nécrologiques qu'il produit sont généralement imprimées en noir ou en violet et en noir avec des lettres gothiques. Il travaille également avec Karel Verschelde et Jules Helbig. La plupart des illustrations qui figurent dans les Annales de la Société d'émulation de Bruges sont réalisés par lui.
Les images produites par Jacques Petyt sont généralement signées J.Petyt ou I.Petyt. 
Après sa mort prématurée, son épouse Marie-Catherine Lem (Bruges, 1er octobre 1819 - 13 octobre 1880) reprend l'entreprise sous le nom de Weduwe Petyt-Lem  (Veuve Petyt-Lem). Les images sont alors signées We J. Petyt ou Ve J.Petyt. 
À partir de 1879 et ce jusqu’en 1891, leur fils Edmond Petyt est responsable de la société sous le nom de E. Petyt-Ghijselen (signature E.J. Petyt).
L'imprimerie fut successivement implantée à Bruges dans la Noordzandstraat, la Genthof, la Meesterstraat, la Sint-Jakobsstraat et la Ezelstraat .

## Charles Van de Vyvere-Petyt

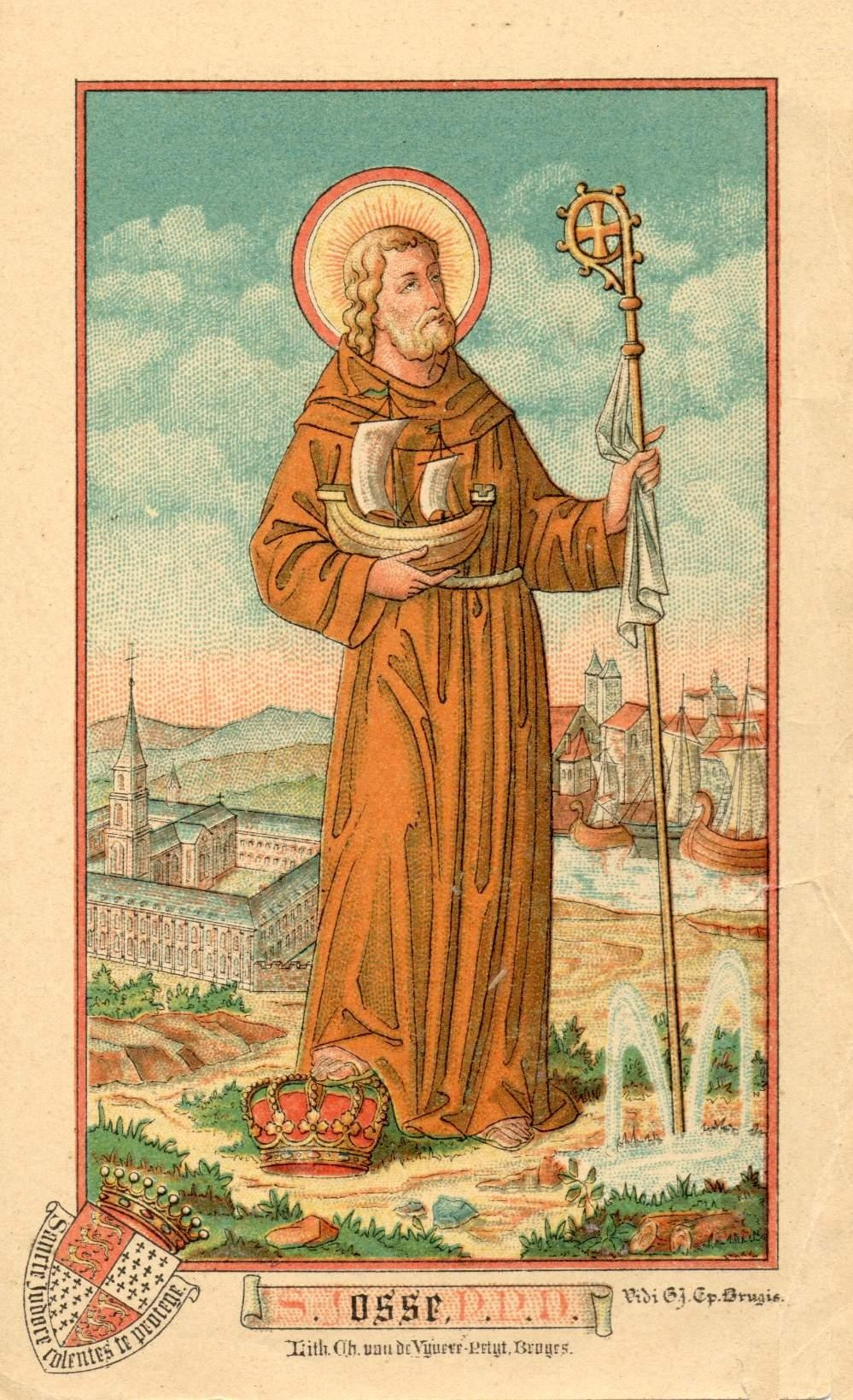
Saint-Josse, lithographie signée Ch. Van de Vyvere

À partir de 1879, une seconde imprimerie fonctionne sous le nom de Van de Vyvere-Petyt. Elle est dirigée par le mari de la fille de Jacques Petyt, Octavie, appelé Charles Van de Vyvere (ou Karel Van de Vyvere, Thielt, 24 mai 1852 - Bruges, 25 octobre 1922). La société est distincte et concurrente de la société Petyt reprise par Edmond Petyt-Ghyselen. 
Dès 1883, Van de Vyvere-Petyt se présente comme le successeur de Jacques Petyt et de sa veuve (sans faire référence à Edmond). 
Charles et Octavie conçoivent et impriment des cartes de saints, des cartes nécrologiques, des diplômes, des cartes publicitaires, des bannières de pèlerinage, etc.
Les images, produites abondamment, sont signées K. van de Vyvere-Petyt (ou K. v. d. Vyvere-Petyt) ou Ch. van de Vyvere-Petyt (ou Ch. v. d. Vyvere-Petyt). Il est à noter que certaines lithographies sont rigoureusement identiques à celles produites auparavant par la Veuve Petyt. 
L'entreprise devient finalement plus importante que celle de Jacques, après son agrandissement avec une imprimerie et une maison d'édition typographiques.
L'ouvrage de référence sur Bruges, Bruges : histoire et souvenirs d'Adolf Duclos est imprimé en 1910 par Van de Vyvere-Petyt.
Après avoir été située dans la Smedenstraat pendant une courte période, la société achète un grand bâtiment dans la Steenstraat, ancien siège de l'abbaye Saint-Pierre.

## Fin des activités

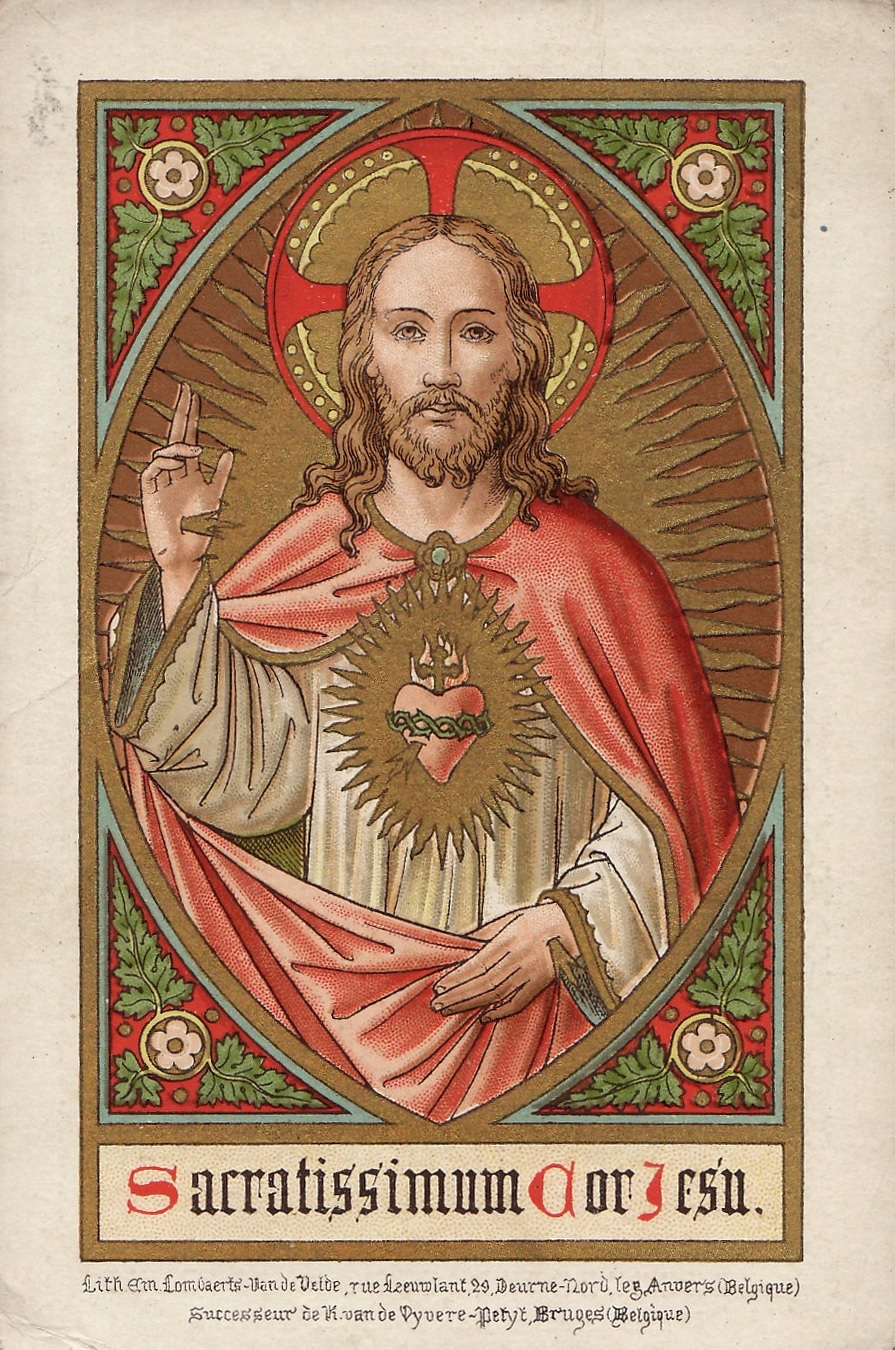
Sacré-Cœur de Jésus - lithographie de Lombaerts-Van de Velde, présenté ici comme le successeur de Charles Van de Vyvere.

L'entreprise reste active jusqu'en 1914 et ne revient que partiellement à ses activités après la guerre. Elle est reprise en 1922 par la société Em.Lombaerts-Van de Velde basée à Anvers et dont on ne sait que peu de choses. 
Entre-temps, un autre concurrent fait son apparition et se développe, la Société de Saint-Augustin rattachée à la maison d'édition Desclée de Brouwer.
Les estampes des maisons Petyt et Van de Vyvere-Petyt sont recherchées par les collectionneurs.